# Fati Habib-Jawula
Hajia Fati Habib Jawula (data de nascimento desconhecida - 15 de dezembro de 2020) foi uma diplomata ganesa. Foi embaixadora do Gana na Dinamarca. Hajia Fati Habib Jawula foi a quarta embaixadora mulher nos últimos 20 anos. Ela foi nomeada entre os cinco Chefes de Missões Diplomáticas do Gana quando o falecido ex-presidente John Evans Atta-Mills assinou cartas de Comissão e Crédito.